# Вильховский, Владимир Яковлевич
Владимир Яковлевич Вильховский (род. 29 июля 1927, Екатеринополь, Украинская ССР) — советский тяжелоатлет, пятикратный призёр чемпионатов СССР (1954—1958), чемпион Европы (1957), трёхкратный рекордсмен мира в рывке. Мастер спорта СССР (1950). Установил 4 рекорда СССР. Заслуженный тренер РСФСР.

## Биография
Владимир Вильховский родился 29 июля (по документам 5 декабря) 1927 года в селе Екатеринополь (Шевченковский округ) в семье военного. В раннем детстве потерял отца, погибшего при подавлении басмаческого движения в Средней Азии. С четырёх лет рос в городе Сталино (ныне Донецк).
В 1941 году после начала Великой Отечественной войны вместе с матерью эвакуировался в Узбекскую ССР. С 1941 по 1944 год работал в колхозе «Вторая пятилетка» в одном из кишлаков Бухарской области. В 1944—1946 годах служил на Тихоокеанском военно-морском флоте, участвовал в транспортировке грузов, поставлявшихся в СССР по программе Лэнд-лиза, и в Советско-японской войне, был награждён орденом Отечественной войны II степени, медалями «За победу над Германией в Великой Отечественной войне 1941—1945 гг.» и «За победу над Японией».
В 1946 году поступил в Ленинградское мореходное училище. В возрасте 19 лет начал заниматься тяжёлой атлетикой у Фёдора Манько. В 1950—1952 годах продолжил тренироваться в Ростове-на-Дону под руководством Ивана Удодова. В 1952 году переехал в Москву, где с ним стали работать сначала Ефим Хотимский, а потом Ян Спарре.
Наиболее значимых достижений добивался в середине 1950-х годов. В 1954 году впервые вошёл в число призёров чемпионата СССР, трижды улучшал мировые рекорды в рывке. Третий рекорд (100 кг) установил на Всемирных студенческих играх в Будапеште и выиграл эти соревнования. В 1957 году был включён в состав советской сборной на чемпионате Европы в Катовице, где в борьбе с польским атлетом Марианом Янковским завоевал золотую медаль.
В июле 1959 года, готовясь к выступлению на второй Спартакиаде народов СССР, получил травму позвоночника, которая не позволила ему продолжить свою спортивную карьеру. В дальнейшем занимался преподавательской и тренерской деятельностью в Московском энергетическом институте, с 1982 года был доцентом кафедры физической культуры и спорта. В 1990—2014 годах работал врачом ЛФК и мануальным терапевтом в московской городской поликлинике № 13.